# L'Oasis (téléfilm, 1980)
Pour les articles homonymes, voir L'Oasis.
L'Oasis est un téléfilm de 1980 de Marcel Teulade. C'est le troisième épisode de la série Caméra une première débutée en 1979 et qui en comporta 23.

## Fiche technique
Source : IMDb, sauf mention contraire
- Réalisateur : Marcel Teulade
- Scénariste : Jacques Frémontier et Marcel Teulade
- Durée : 75 minutes
- Année de sortie :  France : 1980

## Distribution
- Charles Vanel : M. Daru
- Raymond Bussières : M. Benoît
- Françoise Morhange : Mlle Porte
- Brigitte Roüan : Mlle Françoise
- Marie-Hélène Dasté : Mlle Doucet
- Jeanne Herviale : Mme Parrot
- Denise Péron : Mme Vandenbroeke
- Florence Brière : Mme Bronstein
- Claude Valère : la belle-fille de Daru
- Pierre Baillot : le fils Daru
- Nicole Desailly : la patronne du café